# 永慶
永慶（えいけい）は、ベトナム後黎朝の後廃帝昏徳公が使用した元号。1729年 - 1732年。

## 西暦との対照表
| 永慶 | 元年   | 2年    | 3年    | 4年    |
| 西暦 | 1729年 | 1730年 | 1731年 | 1732年 |
| 干支 | 己酉   | 庚戌   | 辛亥   | 壬子   |